# زنان در شطرنج

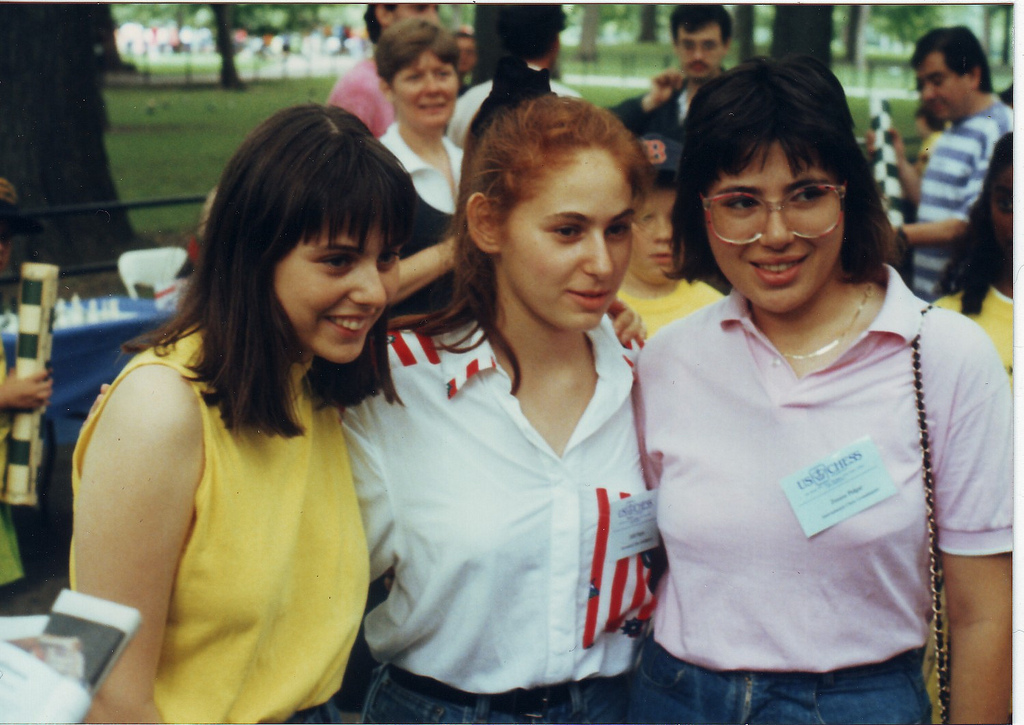
خواهران پولگار (تصویر در سال ۱۹۸۸؛ از چپ به راست صوفیه، یودیت پولگار و سوزان پولگار) عصر مدرن شطرنج زنان را آغاز کردند.

زنان در شطرنج (انگلیسی: Women in chess) در تمامی سنین و سطوح، اقلیت کوچکی از بازیکنان شطرنج را تشکیل می‌دهند. شطرنج‌بازان زن امروزه به‌طور کلی در ترکیبی از مسابقات آزاد و مسابقات زنان رقابت می‌کنند، که مسابقات زنان عمدتاً در سطوح بالای شطرنج زنان و در رده‌های سنی جوانان برجسته‌تر هستند. مسابقات مدرن سطح بالای زنان، فرصتی را برای برخی از شرکت‌کنندگان فراهم می‌کنند تا به‌عنوان شطرنج‌باز حرفه‌ای به فعالیت تمام‌وقت بپردازند. بیشتر این مسابقات توسط فیده (FIDE) سازمان‌دهی می‌شوند و حول چرخه قهرمانی جهان می‌چرخند که در نهایت به یک مسابقه برای تعیین قهرمانی شطرنج زنان جهان ختم می‌شود. افزون بر این رویدادها، از برجسته‌ترین مسابقات شطرنج زنان، می‌توان به قهرمانی‌های ملی و قاره‌ای زنان و دختران اشاره کرد.
زنان تا اوایل قرن بیستم به‌طور کلی اجازه عضویت در باشگاه‌های شطرنج را نداشتند. پس از پذیرش در این باشگاه‌ها، عمدتاً محدود به رقابت با سایر زنان بودند. در همین دوره، ورا منچیک اولین قهرمانی شطرنج زنان جهان شد و در اواخر دهه ۱۹۲۰ به نخستین زنی تبدیل شد که در مسابقات سطح بالای شطرنج در کنار بهترین بازیکنان جهان رقابت کرد. پس از مرگ او، اتحاد جماهیر شوروی بر شطرنج زنان تسلط یافت و از آغاز المپیاد شطرنج زنان در سال ۱۹۵۷ تا ۱۹۸۶، تمامی دوره‌هایی را که در آن شرکت داشت، پیروز شد. بازیکنان اهل گرجستان، نونا گاپرینداشویلی و مایا چیبوردانیدزه، نخستین زنانی بودند که عنوان استادبزرگ شطرنج (GM) را کسب کردند و پس از منچیک، در مسابقات آزاد سطح بالا شرکت نمودند.
خواهران پولگار به سلطه شوروی بر شطرنج زنان پایان دادند؛ سوزان پولگار در سال ۱۹۸۴ به رتبه نخست رده‌بندی جهانی زنان رسید و هر سه خواهر، تیم مجارستان را در المپیاد ۱۹۸۸ به کسب مدال طلا هدایت کردند. یودیت پولگار خود را به‌عنوان قوی‌ترین شطرنج‌باز زن تاریخ تثبیت کرد و به رتبه هشتم جهان در بین تمامی بازیکنان رسید. با آغاز قرن بیست‌ویکم، تعداد زنانی که عنوان استادبزرگ را کسب کردند به‌طور قابل توجهی افزایش یافت. در میان این استادبزرگان جدید، هو ییفان تنها زنی بوده است که به ۱۰۰ بازیکن برتر جهان راه یافته و به‌طور منظم در مسابقات آزاد سطح بالا رقابت کرده است. از دهه ۱۹۹۰، چین بر مسابقات قهرمانی شطرنج زنان جهان تسلط یافته و تاکنون شش قهرمان مختلف را معرفی کرده است که از جمله آن‌ها، قهرمان کنونی جو ونجوون است.
تعداد اندک زنانی که به سطوح بالای شطرنج رسیده‌اند، پرسش‌های زیادی را در مورد علت عدم موفقیت تاریخی زنان در این ورزش ایجاد کرده است. هیچ شواهدی مبنی بر وجود ناتوانی ذاتی زنان در شطرنج وجود ندارد. مطالعات آماری نشان داده‌اند که کمبود تعداد زنان در تمامی سطوح، عامل اصلی حضور اندک آنان در رده‌های بالاست. تعداد کم زنان در شطرنج، موجب شده است که آن‌ها بیشتر با سکسیسم، آزار و اذیت، و آزار جنسی مواجه شوند، که این عوامل نیز به‌عنوان دلایلی برای کاهش موفقیت یا ترک زودهنگام شطرنج توسط زنان مطرح شده‌اند. افزون بر رقابت در شطرنج، زنان در نقش‌های دیگری نیز فعالیت می‌کنند، از جمله مربی‌گری و داوری. دو حرفه مرتبط با شطرنج که در آن‌ها شکاف جنسیتی کمتر است، گزارشگر ورزشی و پخش زنده هستند.

## مسابقات شطرنج
از نظر جنسیت، مسابقات شطرنج را می‌توان به دو دسته مسابقات آزاد و مسابقات زنان تقسیم کرد. زنان می‌توانند انتخاب کنند که در مسابقات آزاد یا مسابقات زنان شرکت کنند. در عمل، اکثر بازیکنان زن در ترکیبی از هر دو نوع مسابقه رقابت می‌کنند. نسبت شرکت‌کنندگان زن در مسابقات مختلف بسته به نوع مسابقه می‌تواند بسیار متفاوت باشد. مسابقاتی که به‌طور مستقل برگزار می‌شوند، معمولاً درصد بالاتری از بازیکنان زن را نسبت به مسابقات قهرمانی که توسط فدراسیون‌ها سازمان‌دهی می‌شوند، شامل می‌شوند. بسیاری از مسابقات کوچک‌تر در سطوح مختلف، هیچ شرکت‌کننده زن ندارند.
یکی از رایج‌ترین انواع مسابقات شطرنج، مسابقات آزاد روش سوئیسی است که هم زنان و هم مردان می‌توانند در آن‌ها شرکت کنند، زیرا معمولاً تعداد شرکت‌کنندگان در آن‌ها زیاد و حتی نامحدود است. در برخی موارد، این مسابقات به چندین بخش بر اساس ریتینگ بازیکنان تقسیم می‌شوند. مسابقات سوئیسی معمولاً بخش اختصاصی برای زنان ندارند، اگرچه ممکن است یکی از بخش‌های ریتینگ، مختص زنان باشد. در عوض، بسیاری از مسابقات سوئیسی حرفه‌ای و نیمه‌حرفه‌ای، جوایز ویژه‌ای برای بهترین بازیکنان زن در بخش آزاد در نظر می‌گیرند.
نوع رایج دیگر مسابقات، تورنمنت‌های نوبت‌گردشی بسته هستند که معمولاً حدود ده شرکت‌کننده دارند. این مسابقات در بالاترین سطح شطرنج محبوب هستند و رویدادهایی مانند جام سینکوفیلد را شامل می‌شوند. اگرچه هیچ محدودیت رسمی بر اساس جنسیت وجود ندارد، بسیاری از این مسابقات سطح بالا عمدتاً با حضور بازیکنان مرد برگزار می‌شوند، زیرا این رویدادها به‌صورت دعوتی هستند و تنها بازیکنان با ریتینگ بالا دعوت می‌شوند. یودیت پولگار و هو ییفان به‌طور کلی تنها زنانی محسوب می‌شوند که در این قرن به‌طور منظم در این مسابقات نخبه سطح بالا شرکت کرده‌اند. شطرنج‌بازان زن در عوض مسابقات گردشی نخبه مخصوص زنان مانند جام کرنز را دارند. با این حال، تعداد مسابقات گردشی کلاسیک ویژه زنان در سطح نخبگان محدود است.

### مسابقات قهرمانی
مسابقات شطرنج ممکن است به‌طور مستقل برگزار شوند یا بخشی از یک مسابقه قهرمانی باشند که توسط فیده، فدراسیون‌های قاره‌ای یا فدراسیون‌های ملی سازمان‌دهی شده است. این مسابقات قهرمانی که تحت نظارت فدراسیون‌ها برگزار می‌شوند، معمولاً دارای یک بخش آزاد و یک بخش زنان هستند و اغلب هم‌زمان برگزار می‌شوند، مانند المپیاد شطرنج و المپیاد شطرنج زنان. از آنجا که این دو بخش هم‌زمان برگزار می‌شوند و بازیکنان زن در بخش زنان شانس بیشتری برای کسب مدال یا جوایز دارند، تعداد کمی از زنان در بخش آزاد شرکت می‌کنند. به همین ترتیب، تقریباً تمامی فدراسیون‌های ملی، یک مسابقه قهرمانی ملی و یک مسابقه قهرمانی ملی زنان برگزار می‌کنند، و همچنین مسابقات مشابهی در رده‌های سنی مختلف برگزار می‌شود. هرچند این مورد نیز رایج نیست، اما حضور زنان و دختران در بخش‌های آزاد این مسابقات به‌ویژه در رده‌های سنی جوانان بیشتر است. برخی از بازیکنان زن، موفق به کسب عنوان قهرمانی ملی کشور خود در رقابت‌های کلی شده‌اند، از جمله استادبزرگان و استادان بین‌المللی مانند یودیت پولگار، نینو خورسیدزه، ویکتوریا چمیلیت، کته‌وان آراخامیا-گرانت و اوا موزر.
فیده در سال ۱۹۲۷، پیش از آنکه کنترل قهرمانی شطرنج جهان را در دست بگیرد، قهرمانی شطرنج زنان جهان را پایه‌گذاری کرد. اولین دوره این مسابقات توسط ورا منچیک فتح شد. قهرمان کنونی شطرنج زنان جهان جو ونجوون است که از سال ۲۰۱۸ تا ۲۰۲۳، چهار دوره پیاپی این عنوان را کسب کرده است. جدیدترین قالب برگزاری این مسابقات شامل یک دیدار بین قهرمان فعلی و چالشگری است که از طریق پیروزی در مسابقات نامزدهای قهرمانی شطرنج زنان حق رقابت را به دست می‌آورد. ساختار مسابقات نامزدها و چرخه کلی این رقابت‌ها، مشابه با روند تعیین قهرمان قهرمانی شطرنج جهان است.

## مربیگری شطرنج
مربیان زن نخبه در سطح بالای شطرنج بسیار اندک هستند که بخشی از آن به این دلیل است که تاکنون تنها کمی بیش از ۴۰ زن موفق به کسب عنوان استادبزرگ شده‌اند. سوزان پولگار یکی از معدود مربیان زن برجسته در سطح بالا، به‌ویژه در سطح استادبزرگی است. پولگار مراکز شطرنج را اداره کرده و همچنین به یکی از پیشگامان مربیگری شطرنج در دانشگاه‌های ایالات متحده تبدیل شده است. در سال ۲۰۱۰، سوزان پولگار به عنوان سرمربی تیم شطرنج Knight Raiders از دانشگاه تگزاس تک، نخستین زنی شد که تیمی را به مرحله پایانی چهار تیم برتر مسابقات شطرنج کالجی هدایت کرد.
در آوریل ۲۰۱۱، تیم Knight Raiders دانشگاه تگزاس تک موفق به کسب جام رئیس‌جمهور شد؛ این پیروزی، پولگار را به نخستین سرمربی زن تبدیل کرد که تیمی را به عنوان قهرمانی ملی هدایت کرده است.

## دستاوردهای شطرنج

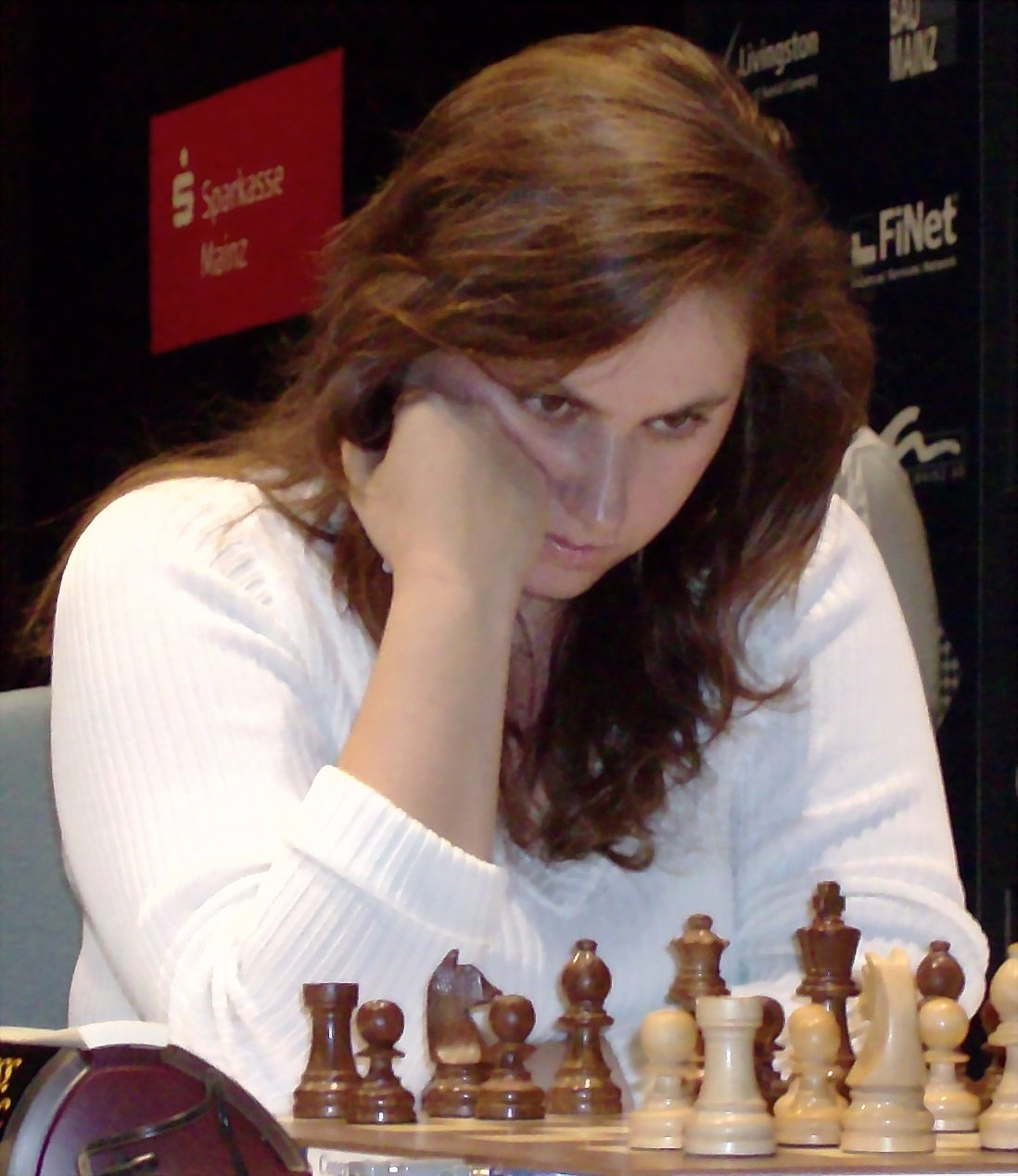
یودیت پولگار، ۲۰۰۸

یودیت پولگار که عموماً به‌عنوان قوی‌ترین بازیکن زن تاریخ شطرنج شناخته می‌شود، در مقطعی هشتمین بازیکن برتر رده‌بندی جهانی بود و همچنان تنها زنی است که تاکنون در بین ده بازیکن برتر جهان قرار گرفته است.
سه زن، مایا چیبوردانیدزه، پولگار، و هو ییفان، در میان ۱۰۰ بازیکن برتر جهان قرار گرفته‌اند.

### پژوهش در تفاوت‌های جنسیتی
بازیکنان مرد شطرنج در تمام رده‌های سنی و در اکثر مسابقات به‌طور چشمگیری از نظر تعداد از بازیکنان زن پیشی می‌گیرند، معمولاً با اختلافی در حدود ده برابر یا بیشتر. در مقاله‌ای از سال ۲۰۰۹، مریم بیلالیچ، کیِران اسمالبون، پیتر مک‌لئود و فرناند گوبِه با تحلیل داده‌های آماری بازیکنان آلمانی نشان دادند که اگرچه مردان دارای بالاترین رتبه از زنان دارای بالاترین رتبه قوی‌تر هستند، اما این اختلاف (معمولاً بیش از ۲۰۰ واحد ریتینگ) عمدتاً به دلیل تعداد بسیار کمتر بازیکنان زن است (تنها یک‌شانزدهم از بازیکنان دارای ریتینگ در آلمان زن بودند).
در سال ۲۰۲۰، روان‌شناس و متخصص علوم اعصاب، وی جی ما، وضعیت پژوهش دربارهٔ زنان در شطرنج را چنین خلاصه کرد: «در حال حاضر هیچ مدرکی دال بر تفاوت‌های زیستی در توانایی شطرنج میان جنسیت‌ها وجود ندارد»، اما افزود: «این بدان معنا نیست که قطعاً هیچ تفاوتی وجود ندارد».
هم بازیکنان مرد و هم زن در مورد دلایل شکاف جنسیتی در دستاوردهای شطرنج نظریه‌پردازی کرده‌اند. برخی از بازیکنان زن بر این باورند که دلیل اصلی این شکاف، انتظارات فرهنگی و تعصب است. جنیفر شهاده، استاد بین‌المللی زنان و مدیر برنامه زنان در فدراسیون شطرنج ایالات متحده (USCF)، اظهار داشت که کاهش شدید تعداد دختران در USCF در سنین ۱۲ و ۱۳ سالگی رخ می‌دهد که به باور او، به دلیل نبود یک شبکه اجتماعی مناسب برای دختران در این سنین در محیط شطرنج است.
یودیت پولگار معتقد است که جامعه و برخی والدین ممکن است تمایل بازیکنان زن جوان به پیشرفت را تضعیف کنند، و همچنین زنان اغلب به دلیل انتخاب رقابت در تورنمنت‌های مختص زنان به‌جای مسابقات آزاد، دچار محدودیت می‌شوند.
یوانکا هوسکا، استاد بین‌المللی و استاد بزرگ زنان، استدلال کرده است که اعتمادبه‌نفس بیش از حد پسران در شطرنج، به آن‌ها برتری نسبت به دختران می‌دهد.
در یک مطالعه در سال ۲۰۰۷ در دانشگاه پادووا، بازیکنان مرد و زن با مهارت مشابه در بازی‌های آنلاین با یکدیگر روبه‌رو شدند. هنگامی که بازیکنان از جنسیت حریف خود بی‌اطلاع بودند، زنان تقریباً نیمی از بازی‌های خود را بردند. اما زمانی که به آن‌ها گفته شد حریفشان مرد است، با احتیاط بیشتری بازی کردند و تنها یک‌چهارم بازی‌های خود را بردند. در مقابل، هنگامی که به آن‌ها گفته شد حریفشان زن است، درحالی‌که درواقع مرد بود، همانند بازیکنان مرد تهاجمی بازی کردند و نیمی از بازی‌های خود را بردند. محققان استدلال کردند که کلیشه‌های جنسیتی ممکن است باعث کاهش اعتمادبه‌نفس بازیکنان زن هنگام بازی با مردان شود که به بازی تدافعی‌تر و در نتیجه عملکرد ضعیف‌تر آن‌ها منجر شده است.
تلاش‌ها برای تکرار این نتیجه با تحلیل پایگاه‌های داده شطرنج، نتایج متناقضی داشته است.

### تبعیض جنسیتی در شطرنج
پولگار، شهاده و هوسکا اظهار داشته‌اند که با تبعیض جنسیتی مواجه شده‌اند، از جمله اظهارات تحقیرآمیز دربارهٔ توانایی‌هایشان، حریفانی که از دست دادن با آن‌ها امتناع کرده‌اند و کاربران اینترنتی که حضور دختران و زنان در شطرنج را زیر سؤال برده‌اند.
چندین بازیکن مرد نیز دربارهٔ عملکرد زنان در شطرنج اظهارات منفی داشته‌اند. در مصاحبه‌ای در سال ۱۹۶۳، بابی فیشر بازیکنان زن را بی‌ارزش توصیف کرد و گفت که این امر به این دلیل است که «[زنان] آن‌قدرها هم باهوش نیستند». در سال ۲۰۱۵، نایجل شورت استدلال کرد که بازیکنان مرد عملکرد بهتری دارند زیرا مردان و زنان از نظر مهارت‌های شناختی «به‌طور ذاتی متفاوت هستند»، که این اظهارات بحث‌برانگیز شد.
در سال ۲۰۲۲، ایلیا اسمیرین، در حین پخش زندهٔ دور نهم گرندپری زنان فیده ۲۰۲۲–۲۳ اظهار داشت که شطرنج «شاید برای زنان مناسب نباشد» و همچنین زنی را به دلیل بازی «مانند یک مرد» تحسین کرد. فیده از طریق توییتر بابت این اظهارات عذرخواهی کرد و سخنان اسمیرین را «شرم‌آور و توهین‌آمیز» خواند. همان روز، فیده اسمیرین را به دلیل «اظهارات توهین‌آمیز» از سمتش برکنار کرد.
در اوت ۲۰۲۳، بیش از صد بازیکن زن شطرنج بیانیه‌ای را از سوی فیده علیه تبعیض جنسیتی و آزار جنسی در شطرنج امضا کردند.

## یادداشت
1. ↑  اصطلاح «آزاد» در شطرنج می‌تواند به مسابقاتی اشاره داشته باشد که محدودیت جنسیتی ندارند یا به مسابقات روش سوئیسی اطلاق شود. بسیاری از مسابقات «آزاد» سوئیسی از نظر جنسیتی نیز آزاد هستند.